# Andrej Andrejevič Vlasov
Andrej Andrejevič Vlasov (rusky Андрей Андреевич Власов; 1. záříjul./ 14. září 1901greg. Lomakino, Nižněnovgorodská oblast – 1. srpna 1946 Moskva) byl sovětský generál, který za druhé světové války v německém zajetí vytvořil Ruskou osvobozeneckou armádu (ROA), do jejíhož vedení ho jmenoval Heinrich Himmler.

## Meziválečné období

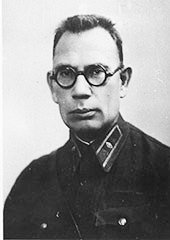
Vlasov v hodnosti kombrig (~ brigádní generál) Rudé armády.

Do Rudé armády vstoupil v roce 1919 a bojoval proti bělogvardějcům. Vyznamenal se jako důstojník a i po válce postupoval na hodnostním žebříčku. V roce 1930 vstoupil do VKS(b). Od roku 1935 studoval na Frunzeho vojenské akademii. Stalinovy čistky v armádě přežil, jako člen vojenského soudu v letech 1937–1938 si naopak získal důvěru sovětského vůdce. V roce 1938 byl jako poradce vyslán do Číny, aby tu pomáhal generálovi Čankajškovi vést válku proti Japoncům. Vlasov se v Číně pohyboval pod změněným jménem Volkov a přednášel na vojenské akademii v Čchung-čchingu. V roce 1939 se stal dokonce náčelníkem štábu skupiny poradců a získal nejvyšší čínské vyznamenání, Řád zlatého draka. Záhy nato obdržel i sovětská vyznamenání (Řád rudého praporu, Leninův řád).

## Sovětský generál

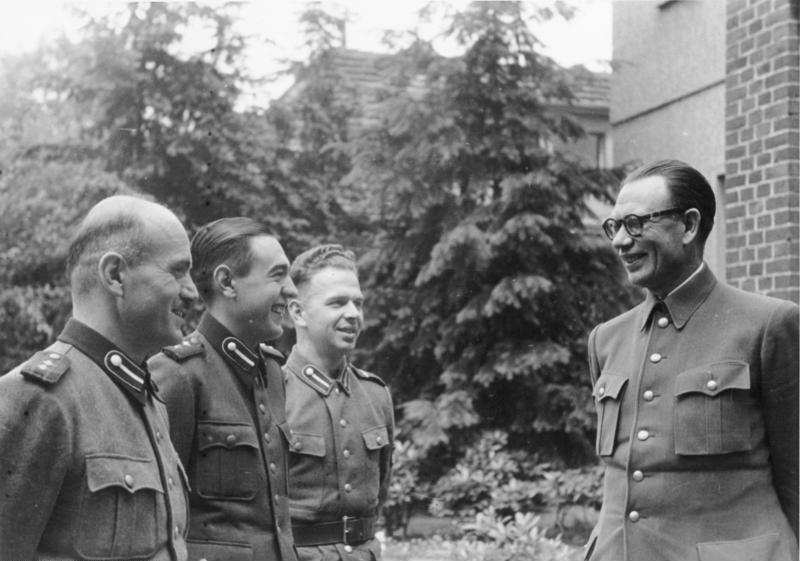
Vlasov s ruskými dobrovolníky nedaleko Berlína, 1944

V předvečer napadení SSSR Německem velel v hodnosti generálmajora 4. mechanizovanému sboru Kyjevského vojenského okruhu. Vyznamenal se u Lvova a byl jmenován velitelem 37. armády, bránící Kyjev. Po těžkých bojích se raněný Vlasov se zbytky svých jednotek dokázal probít na východ ke svým.
Po doléčení jej Stalin v listopadu 1941 pověřil zformováním 20. armády k obraně Moskvy. I zde si vedl úspěšně a kromě opakovaných vyznamenání se dočkal povýšení na generálporučíka. V březnu 1942 byl ustanoven zástupcem velitele Volchovského frontu, jehož cílem bylo odrazit obklíčení Leningradu. Místo přechodu do útoku však jeho 2. údernou armádu čekaly těžké obranné boje a hrozící obklíčení. Dne 27. března prorazil se sibiřskými údernými brigádami od západu závoru u průseku Erika. Sice jen v šířce dvou kilometrů, ale přece jen mezeru, kterou Sověti mohli protlačit zásobování.
Prapory 58. pěší divize a policejní divize SS se snažily vytlačit sovětské vojáky z průseku. První pokus se nezdařil. Teprve druhý útok, který po pečlivé přípravě uskutečnila nyní posílená 58. pěší divize, vedl začátkem května 1942 k úspěchu, to znamená k pevnému spojení s policejní divizí SS, jež bojovala severně od lesního průseku. Tehdy se Vlasov rozhodl z bažin na Volchovu uniknout. Ale jeho pluky už nemohly postupovat přes zamrzlé bažiny a tiše se pohybovat napříč lesy.
Podmáčená lesní půda a močály je vyháněly na cesty. A existovala jen jedna cesta, cesta vyrobená z kmenů přes průsek Erika. Koncem května bylo vítězství v těžké bitvě na Volchovu pro Německo vybojováno. Co z Vlasovovy armády ještě nebylo venku, to zůstalo neodvolatelně uzavřeno v pasti. Šlo o devět střeleckých divizí, šest střeleckých brigád a část jedné tankové brigády.
Nadešel konec sovětské 2. úderné armády. A tento konec byl strašlivý. Jen 32 000 mužů přežilo bitvu a bylo zajato. Desetitisíce ležely v lesích a bažinách – vojáci utonuli, zemřeli hladem a na následky zranění. Vlasov sám se svým štábem před Němci prchal. Ti shodili tisíce letáků se zatykačem na něj opatřeným jeho fotografií nad vesnicemi Volchovského kotle. Na jeho dopadení byla vypsána odměna a zvláštní dovolená pro vojáky.
V jedné vesnici zastavil starosta kapitána von Schwerdtnera a hlásil, že zavřel jednoho muže, který vypadá jako partyzán, do své stodoly. Měl prý s sebou i nějakou ženu, možná agentku. Schwerdtner se nechal dovést ke stodole a doprovodný oddíl namířil samopaly. Ze tmy na světlo vyšel velký muž, špinavý, s vousem, v dlouhém důstojnickém plášti s koženým opaskem a špinavých holínkách. Uviděl samopaly, zvedl ruce a řekl lámanou němčinou „Nestřílet, jsem generál Vlasov.“

## Zajatec a kolaborant

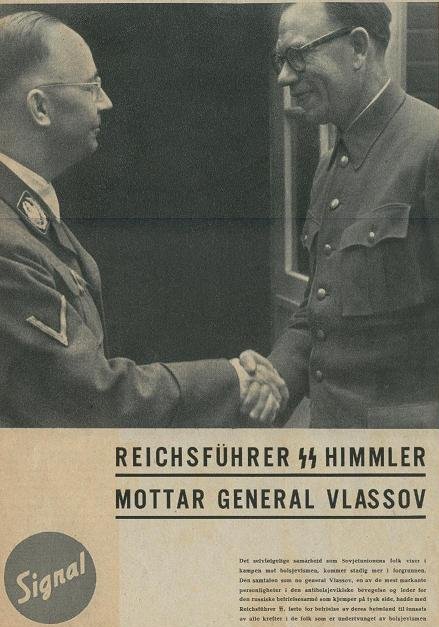
Himmler a Vlasov, 1943

Nepřítelem zajatí sovětští důstojníci byli Stalinem považováni za viníky zasluhující trest smrti. Vlasov sám si uvědomoval, že i kdyby se jednou dostal z německého zajetí, tak zpět do Sovětského svazu se za Stalinova života určitě vrátit nemůže. Rozhodl se tedy pro kolaboraci a svůj další osud spojil s osudem nacistického Německa. Společně s dalším sovětským zajatcem Vladimírem Bojarským, vášnivým ruským nacionalistou a odpůrcem bolševismu, vypracoval text letáku, který kritizoval Stalina i západní spojence a byl následně shazován letadly nad postaveními Rudé armády. Po této akci se ocitl v zajateckém táboře pro prominentní zajatce v ukrajinské Vinici a začal spolupracovat s oddělením nacistické propagandy v Berlíně. Podílel se na Manifestu smolenského výboru, který byl podepsán 27. prosince 1942, a obsahoval výzvu k vytvoření protibolševické Ruské osvobozenecké armády (ROA) a podporoval také vznik školy velitelských kádrů ROA. Ze strany nacistů se však jednalo jen o propagandistický podvod a mystifikaci, jelikož Němci neměli v té době žádný zájem na vzniku této armády. Na začátku roku 1943 byl Vlasov propuštěn ze zajetí a od té chvíle se mohl na svobodě volně a bez dozoru pohybovat. Pořádal přednášková turné u německé armády, kde vysvětloval své protibolševické postoje a nadále obhajoval myšlenku vzniku Ruské osvobozenecké armády. Nastínil také, že Rusové se nakonec bolševismu zbaví sami i bez pomoci Němců. Když se to Hitler dozvěděl, zuřil a okamžitě jej přikázal odvézt zpět do zajateckého tábora. Hitler také znovu prohlásil, že Ruskou osvobozeneckou armádu lze dále propagandisticky využívat, ale nikdy nesmí opravdu vzniknout, jelikož Rusové, odchovaní na žido-bolševické propagandě, nemohou být nikdy spojenci Němců. Tomuto řešení se ale nakonec nacisté stejně nemohli vyhnout – na sklonku roku 1943 už vznikaly první divize dobrovolníků, dokonce v rámci Waffen-SS, složené z obyvatel Sovětského svazu – z Ukrajinců, Lotyšů, Estonců a Turkmenů. Situace na bojištích byla vážná a rasová hlediska musela jít stranou. V roce 1944 změnil názor na vznik Ruské osvobozenecké armády i sám Hitler. Heinrich Himmler Vlasova jmenoval velitelem Ruské osvobozenecké armády s hodností generálplukovníka a vyzval jej k zahájení výstavby prvních dvou divizí.

## Pražská konference

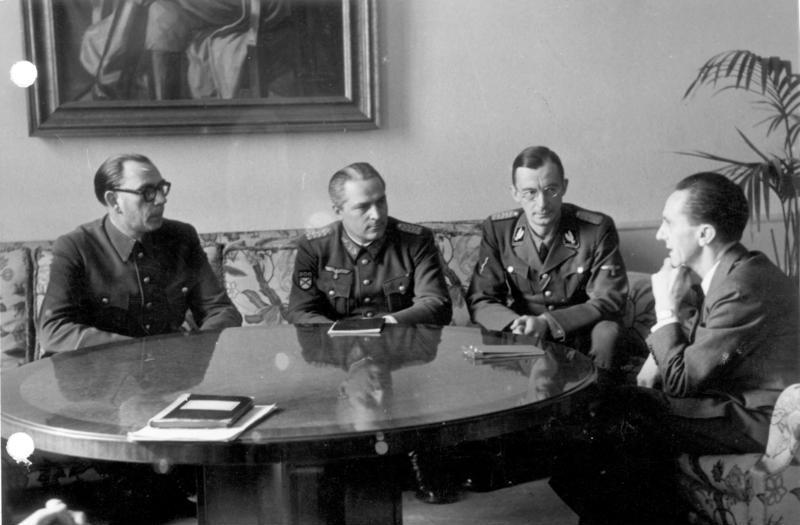
Vlasov (nalevo) a Žilenkov u Goebbelse 28. února 1945

V listopadu 1944 se v Praze uskutečnila konference, jejímž cílem bylo založení Komitétu pro osvobození národů Ruska a oficiální založení Ruské osvobozenecké armády. Už měsíc před konferencí probíhala intenzivní přípravná jednání, která nebyla jednoduchá. Ruská emigrace byla nejednotná, a tak někteří Vlasova oslavovali, zatímco jiní jeho činnost odsuzovali. Ruský nacionalista vadil především organizacím neruských národů – nejvíce Kavkazanům a Ukrajincům. Během konference se také zjistilo, že v německých ozbrojených silách působí už nyní až milion Slovanů, což byl šok především pro Heinricha Himmlera. Přesto souhlasil s vytvořením dvou divizí Ruské osvobozenecké armády. Konference byla zahájena 14. listopadu 1944 v Rudolfově galerii Pražského hradu a měla jen ceremoniální povahu, jelikož Komitét pro osvobození národů Ruska (KONR) vznikl už 12. listopadu v Dabendorfu (od roku 2003 součást města Zossen). Text manifestu z této konference deklaroval nezávislost na hitlerovském režimu i na procarských emigrantech. Hlavním úkolem bylo odstranění Stalina a nastolení ústavního režimu na území Sovětského svazu. Konference skončila za necelé dvě hodiny. Výbor pro osvobození národů Ruska se stal jakousi vládou v exilu a první divize jím vedené Ruské osvobozenecké armády se začala formovat už v listopadu 1944 pod vedením plukovníka Sergeje Kuzmiče Buňačenka. Druhá divize vznikla v lednu 1945. Významné byly také letecké síly KONR, které od konce roku 1944 vznikaly především v Chebu a od ledna 1945 jejich letouny startovaly z letiště v Německém (Havlíčkově) Brodu.

## Pražské povstání

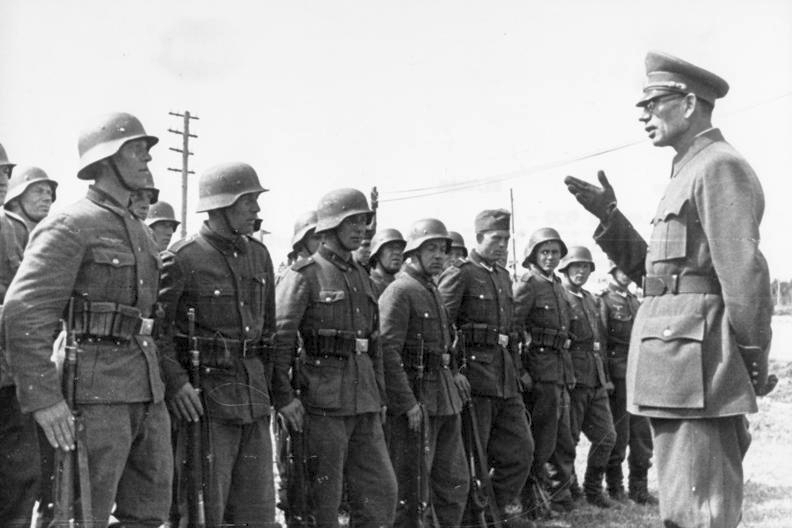
Generál Vlasov hovoří se sovětskými vojáky v uniformách nacistického Wehrmachtu

Dne 13. dubna 1945 se oženil s Adeleide Bielenbergovou, a to i přesto, že už jednou ženatý byl a nikdy se nerozvedl. Předpokládal však, že jeho první manželka byla po jeho zajetí popravena. Jeho druhé manželství bylo velmi krátké a již na konci dubna došlo k odluce. 1. divize pod vedením generálmajora Sergeje Kuzmiče Buňačenka se začala přesunovat přes území Čech, kde měla být podřízena německému velení. Buňačenko si uvědomoval, že s německou armádou už je konec, a tak odmítl nadále poslouchat její příkazy. Dvě divize ROA se v tom okamžiku nacházely asi padesát kilometrů od Prahy. Tehdy vznikla myšlenka podpořit české povstání, ke kterému se mezitím schylovalo. Ve štábu 1. divize ale kvůli této otázce propukl spor. Vlasov byl proti podpoře povstání, ale většina velitelů stála na straně Buňačenka. Vlasov se urazil a od té chvíle už se dalšího rozhodování nezúčastnil.
Veškerou iniciativu převzal Buňačenko a k účasti „vlasovců“ na Pražském povstání tak došlo proti vůli samotného Vlasova. Dne 4. května 1945 dostal Vlasov z německé strany nabídku k odletu do Španělska, ale odmítl opustit své vojáky. O den později vypuklo Pražské povstání. Vlasovova armáda se okamžitě stala trnem v oku všem. Tím, že podpořila české květnové povstání v jeho nejkritičtější úvodní fázi, ohrožovala plán českých komunistů z České národní rady, kteří podnikali opatření s cílem uchvátit moc za asistence sovětské Rudé armády. Vlasovcům zůstal jen jediný směr postupu a přání dostat se za každou cenu na západ. Na pochodu z Prahy došli vlasovci k jihočeské obci Lnáře, kde se hodlali vzdát Američanům. Američany byl Vlasov zajat dne 9. května 1945 a ti mu znovu nabídli možnost útěku, což on odmítl.

## Trest smrti
Většina vlasovců cestu k Američanům přece jen nalezla, čímž rozmnožili houfy amerických válečných zajatců. Větší část z nich ale byla vydána Sovětům a následně popravena nebo uvězněna v žalářích a gulazích. Vlasov sám byl z amerického zajetí odveden 12. května 1945 sovětskou hlídkou. Následně byl v Moskvě souzen za vlastizradu a 1. srpna 1946, spolu s jedenácti dalšími, odsouzen k trestu smrti. Poprava oběšením proběhla na nádvoří Butyrské věznice v Moskvě v 05:15 hodin a těla popravených byla následně zpopelněna v krematoriu.